# Walsworth
Walsworth – wieś w Anglii, w hrabstwie Hertfordshire, w dystrykcie North Hertfordshire. Leży 22 km na północny zachód od miasta Hertford i 51 km na północ od centrum Londynu.